# European Film Promotion
European Film Promotion (EFP, укр. Європейська підтримка кіно) — міжнародна мережа організацій, діяльність якої зосереджена на просуванні і маркетингу європейського кіно по всьому світові.
European Film Promotion була заснована в 1997 році 10-ма членами-засновниками як некомерційна організація і з часом стала однією з провідних міжнародних організацій сприяння європейському кінематографу, до складу якої входять 38 організацій, що представляють 37 країн Європи.

## Діяльність
Основними завданнями EFP є:
- підвищення конкурентного потенціалу для європейських фільмів на міжнародному ринку
- полегшення виходу на ринок для європейських професіоналів кіно
- підтримка розвитку нових ринків для європейських фільмів
- розширення можливостей для поширення європейського кіно
- надання знань і досвіду членам EFP через свою мережу

### Ініціативи та проекти
- Shooting Stars на Берлінському міжнародному кінофестивалі
- Shooting Stars On Tour на окремих кінофестивалях по всьому світу[3]
- Producers on the Move на Каннському міжнародному кінофестивалі
- Variety's Ten Euro Directors To Watch на Міжнародному кінофестивалі у Карлових Варах[4]
- Industry Screenings in the USA в Лос-Анджелесі і Нью-Йорку
- Producers Lab Toronto на Міжнародному кінофестивалі в Торонто[5]
- Film Sales Support на кількох міжнародних неєвропейських кінофестивалях і кіноринках (напр., Санденс, Торонто, Гвадалахара, Шанхай, Гонконзький міжнародний кіно та телеринок, Американський кіноринок та ін.)[6]
- European Umbrella offices на окремих міжнародних кіноринках (напр., Гонконзький міжнародний кіно та телеринок, Американський кіноринок, Гвадалахарський кіноринок на Міжнародному кінофестивалі у Гвадалахарі)[7]

## Члени
Наступні 36 організацій з 35 європейських країн є членами EFP:
- Албанський національний цент кінематографії (Албанія)
- Австрійська кінокомісія (Австрія)
- Болгарський національний кіноцентр (Болгарія)
- Британська рада (Велика Британія)
- Грузинський національний кіноцентр (Грузія)
- Грецький кіноцентр (Греція)
- Данський інститут кінематографії (Данія)
- Естонський інститут кінематографії (Естонія)
- Ісландський кіноцентр (Ісландія)
- Інститут кінематографії та аудіовізуальних мистецтв / ICAA (Іспанія)
- Інститут кіно і аудіовізуальних мистецтв I.P. / ICA (Португалія)
- Інститут кінематографії «Чінечітта Луче»(Італія)
- Ірландська рада кіно (Ірландія)
- Центр кінематографії Косово (Косово)
- Національний кіноцентр Латвії (Латвія)
- Литовський кіноцентр (Литва)
- Кінофонд Люксембурга (Люксембург)
- Македонський кінофонд (Північна Македонія)
- Нідерландський інститут кінематографії EYE (Нідерланди)
- Німецькі фільми (Німеччина)
- Норвезький інститут кінематографії (Норвегія)
- Польський інститут кінематографії (Польща)
- Румунська підтримка кінематографії (Румунія)
- Кіноцентр Сербії (Сербія)
- Словацький інститут кінематографії (Словаччина)
- Словенський кінофонд (Словенія)
- Угорський союз кіно / Міжнародний відділ Національного фонду угорського кіно (Угорщина)
- Unifrance (Франція)
- Фінський фонд кіно (Фінляндія)
- Flanders Image (данськомовний Бельгія)
- Хорватський аудіовізуальний центр (Хорватія)
- Чеський кіноцентр (Чехія)
- Міністерство культури Чорногорії (Чорногорія)
- Шведський інститут кінематографії (Швеція)
- Швейцарські фільми (Швейцарія)
- Wallonie Bruxelles Images (франкомовний Бельгія)

## Партнери
European Film Promotion підтримується та фінансується Програмою MEDIA (англ. MEDIA Programme) Європейського Союзу і організаціями-членами EFP. Крім того, просування і PR-заходи часто проводяться за підтримки «Національного центру кінематографії Франції» (CNC) і приватних спонсорів. Офіс організації в Гамбурзі субсидується Федеральним Урядовим уповноваженим з питань культури і засобів масової інформації та Міністерством культури, спорту та засобів масової інформації Вільного і Ганзейського міста Гамбурга.